# Мейбридж, Эдвард
Эдвард Мейбридж (англ. Eadweard Muybridge; 9 апреля 1830, Кингстон-на-Темзе — 8 мая 1904, Кингстон-на-Темзе) — английский и американский художник и фотограф. Один из создателей хронофотографии, который впервые в истории начал применять несколько фотоаппаратов одновременно. Изобретатель зупраксископа — устройства для проецирования фильмов, которое существовало до появления целлулоидной плёнки.  Получил  первую  в  истории  серию мгновенных фотографий и использовал их для того, чтобы рассмотреть движение живых существ.

## Исследовательская деятельность
Эдвард Мейбридж занимался изучением движения в общем и движения животных в частности, вопросами его фиксации и отображения. В своих исследованиях он пришел к экспериментам с пофазовым фотографированием бега коней, которые проводились в 1872−1878 годах. Известен благодаря использованию сразу нескольких фотокамер одновременно, на чём был основан ряд его экспериментов.

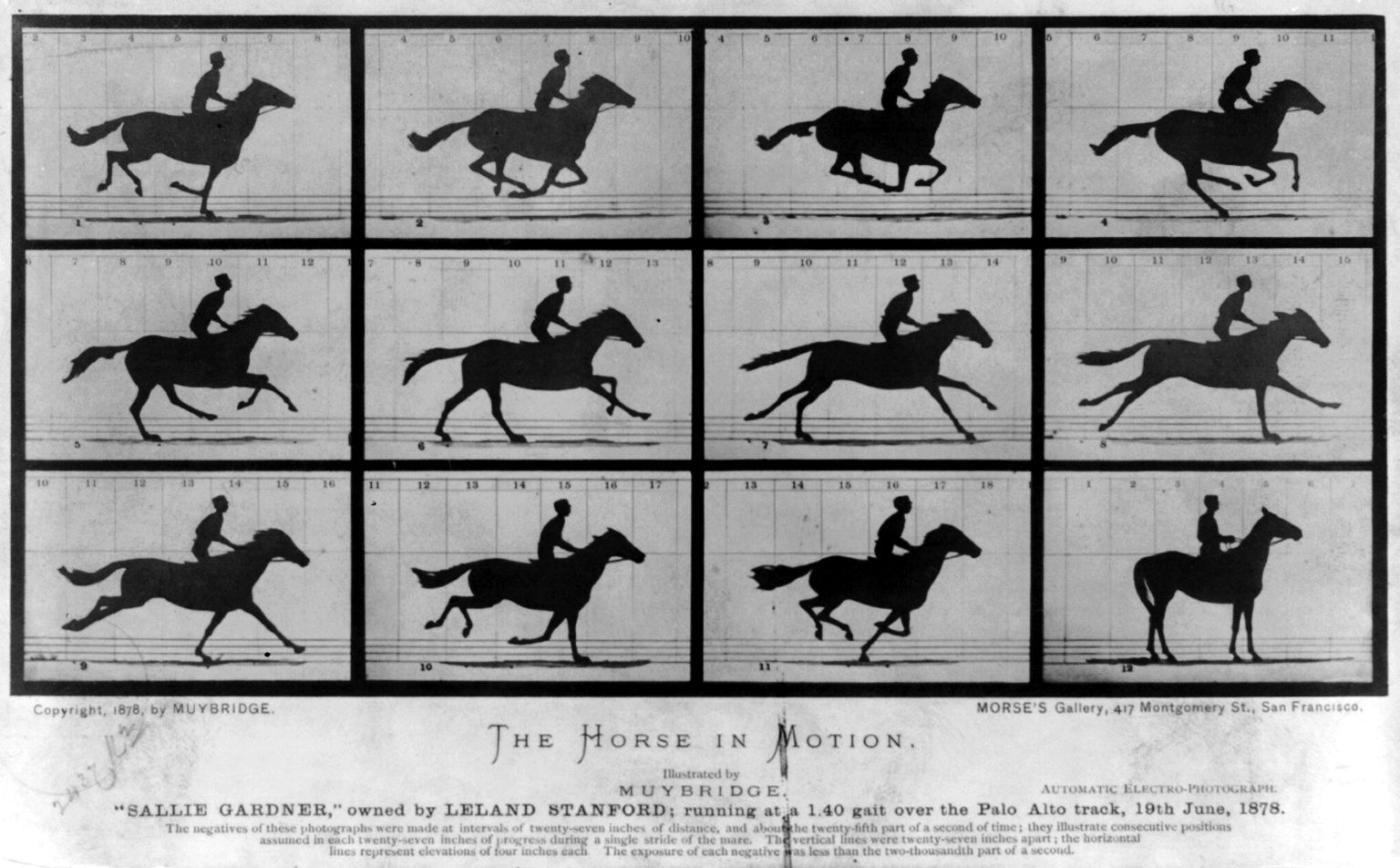
«Лошадь в движении» Мейбриджа

Финальным толчком к разработке Мейбриджем специального аппарата, который демонстрировал движение в динамике с помощью значительного числа отдельных снимков, был эксперимент, осуществлённый в 1877 году в Калифорнии (США). Первоначально он не носил научный характер, а был всего лишь попыткой разрешить спор между губернатором Лилендом Стенфордом, который утверждал, что конь, бегущий галопом, во время бега отрывает все ноги от земли, и двумя его оппонентами Джеймсом Кейном и Фредериком Маккреллишем, которые настаивали на том, что хотя бы одна нога коня при беге никогда не отрывается от земли. Для разрешения спора Стэнфорд построил на своей ферме Пало Альто специальный участок — «фотодром», и нанял Мейбриджа, известного своими фоторепортажами из Антарктики. С одной стороны бегового трека была установлена длинная белая стена, а с другой — 12 кабин с фотоаппаратами, затворы которых были соединены с нитями, протянутыми поперёк дорожки для лошадей. Чёрные лошади, хорошо видимые на белом фоне, бежали по треку, задевая нити. Затворы камер поочередно срабатывали, фиксируя отдельные фазы бега. Наиболее известным результатом эксперимента стала серия снимков «Салли Гарднер в галопе».
Это стало первым успешным опытом хронофотографии — прототипом того, что спустя двадцать лет братья Люмьер назовут кинематографом.
Снимки позволили разрешить спор, поскольку были отсняты промежуточные фазы, на которых чётко видно, что во время скачки животного на доли секунды оно отрывает от земли все четыре ноги. В дальнейшем Мейбридж усовершенствовал технологию, получая от каждого пробега 24 снимка с 24 фотоаппаратов.
Оригинальная идея Эдварда Мейбриджа нашла своё применение в спорте: с помощью фотофиниша и сейчас определяют победителя скачек.
В результате этих экспериментов Эдвард Мейбридж изобрел так называемый зоопраксископ (англ. zoopraxіscope ← др.-греч. ζῷον «животное, живое» + πρᾶξις «деятельность; движение» + σκοπέω «смотрю, наблюдаю»; в некоторых источниках зупраксископ) — прибор для «наблюдения движущихся животных».
В 1887 году вышло 11 томов работы Эдварда Мейбриджа «Движение животных: Электрофотографические исследования последовательных фаз движения животных», опубликованных под эгидой Пенсильванского университета, которые содержали все фотографические эксперименты Мейбриджа, осуществлённые в период от 1872 до 1885 года (свыше 100 тысяч фотографий).
В 1901 году Мейбридж выпустил книгу «Фигура человека в движении», которая уже содержала зафиксированные фото движения мужчин и женщин.
Деятельность Эдварда Мейбриджа, его массовое фотографирование и технические изобретения стали большим вкладом в изобретение кинематографа.

## Анимации

1893
1893
1893
1893
1893